# By the Grace of God
By the Grace of God è il quinto album in studio del gruppo musicale rock svedese The Hellacopters, pubblicato nel 2002.

## Tracce
1. By the Grace of God – 3:04
2. All New Low – 3:27
3. Down on Freestreet – 2:41
4. Better Than You – 2:45
5. Carry Me Home – 3:43
6. Rainy Days Revisited – 3:41
7. It's Good But It Just Ain't Right – 2:55
8. U.Y.F.S. – 3:58
9. On Time – 3:10
10. All I've Got – 2:44
11. Go Easy Now – 2:54
12. The Exorcist – 2:38
13. Pride – 3:33

## Formazione
- Nicke Andersson - voce, chitarre, piano, percussioni
- Robert Dahlqvist - chitarre, voce
- Kenny Håkansson - basso
- Anders Lindström - organo, piano, chitarra, cori
- Robert Eriksson - batteria, cori